# Tours préliminaires de la Coupe de Belgique de football 2022-2023
Navigation
Édition précédente Édition suivante
Cette page présente le déroulement et les résultats des cinq premiers tours préliminaires de la Coupe de Belgique 2022-2023, joués du 24 juillet 2022 au 28 août 2022 pour un total de plusieurs rencontres.
Le nom commercial de l'épreuve demeure la « Croky Cup », du nom d'une marque de chips.
Cette édition est la sixième après la réforme de la hiérarchie des divisions au sein du football belge réalisée en vue de la saison 2016-2017. Des appellations de séries, du 3e au 5e niveau, telles que présentées au début de la saison 2021-2022, seule la « Nationale 1 » (équivalent D3) est réellement employée. Le 4e niveau reste la « D2 Amateur » alors que le 5e étage reste la « D3 Amateur ».

## Tirage au sort initial
Le tirage au sort des cinq tours préliminaires est effectué en deux temps. Tout d'abord l'avant-tour et les trois premiers tours préliminaires sont tirés le mercredi 29 juin 2022, au siège de la fédération fédérale à Tubize. Par la suite, les 4e et 5e tours sont tirés le mercredi 6 juillet 2022,.
Pour les résultats de l'épreuve à partir des seizièmes de finale, voir Coupe de Belgique de football 2022-2023.

## Arrêts et/ou reculs volontaires dans la hiérarchie
La Pandémie de Covid-19 et les arrêts/suspensions de compétition qu'elle a induits ont provoqué des dégâts dans les rangs du football amateur belge. La quasi-totalité des entités ont été contraintes de revoir leurs ambitions ou organisation. Dans les différentes provinces, des cercles ont purement et simplement arrêté leurs activités. Par ailleurs, dans les séries nationales, quelques formations ont décidé de reculer dans la hiérarchie.

### D2 Amateur ⇒ Séries provinciales
- K. SK Ronse (N'alignant que des sélections d'âge, le matricule 38 espère se relancer par un rapprochement avec un club voisin, voir ci-dessous)
- K. SC De Toekomst Menen (On évoque un arrêt définitif en raison d'une situation financière pénible[3], mais finalement le club reprend en P4, tout en gardant son vieux « matricule 56 »
- K. SK Voorwaarts Zwevezele Le club ne demande plus de licence pour la D2 Amateur et continue en P2

### D3 Amateur ⇒ Séries provinciales
- SK Lochristi (Au niveau « Messieurs », le club n'aligne plus que son équipe de P3[4]

## Fusions - Changements d'appellation
Au terme de la saison 2021-2022, diverses fusions, rapprochements et changements d’appellations interviennent, notamment pour les clubs de séries nationales ou y ayant évolué.
À partir de juillet 2022
- Le R. FC Turkania Faymonville (matricule 1798) fusionne avec R. FC Wallonia Waimes (matricule 4309) pour former le Turkania Wallonia Waimes Faymonville (1798).
- Le (K.) VC Lille United (2618) formé en 2021 par la fusion du K. FC Lille (2618) et le VC Poederlee (9328) accepte un troisième membre dans la fusion: le FC Gierle (9373). L'entité formée garde le nom de (K.) VC Lille United (2618)[6].
- Le K. FC Borght-Humbeek (39) fusionne avec le FC Beigem (7753) pour former le Fenixx Beigem Humbeek (39)[7].
- La R. US Ferrières (3449) fusionne avec le FC Pontisse Herstal (6130) pour former la (R.) US Ferrières (3449). Des sources évoquent un matricule racheté, mais la conservation du matricule 3449 atteste d'une fusion réglementaire. Le but de la démarche est de monter d'une division (P3 vers P2)[8].
- Le K. FC Malderen (matricule 3794) fusionne avec le K. SK St-Josef Londerzeel (matricule 3959) pour former (K.) Londerzeel United (3794)[9]. L'équipe A de la nouvelle entité joue à Londerzeel Sint-Jozef alors que les équipes de jeunes évoluent à Malderen.
- Le K. SK Maldegem (matricule 4220) fusionne avec le VK Adegem (matricule 5831) pour former le (K.) SVK Maldegem ()[10].
- Le K. OLSA Brakel (matricule 5553) reprend le matricule 3901 du K. FC Olympic Burst mais conserve le nom de (K.) OLSA Brakel (le titre de « Koninklijke » doit faire l'objet d'une demande auprès de la Maison du Roi pour être à nouveau officialisé. Cette opération permet à Brakel de consolider son projet en D2 Amateur et de disposer d'une « équipe de formation » en 2e Provinciale[11]. En 2021, le K. FCO Burst avait été sollicité pour entrer dans une fusion de plusieurs clubs d'Erpe-Mere -  (voir Erpe-Mere United (5343))  -mais avait décliné cette offre, préférant « jeter l'éponge »[12]. Le cercle termine toutefois la saison 21-22 et assure sa place en « P2 » avec une jolie 4e place[13].
- La  R. US Assesse (5718) fusionne avec le R. FC Sart-Bernard (4006) pour former la (R.) US Assessoise (5718)[14].

### Rapprochements/Unions
À partir de juillet 2022
- Après de longs litiges, « Waasland-Beveren » et « YB SK Beveren » s'accordent. Le K. RS Waasland-Beveren SK (matricule 4068) devient le K. SK Beveren tandis que le YB Beveren, champion de P2 et donc montant en 1re Provinciale, le devient le S.K. Beveren - pour « Supporterskring » - sous le matricule 2300. C'est Antoine Gobin, CEO de Waasland-Beveren, qui a été à la barre des différentes négociations permettant d'aboutir Article du site Voetbalkrant du 07/06/2022. Initialement, Gobin demandait le nom (K. SK Beveren) ET le matricule (2300)[15]. Des compromis ont donc été conclus.

Pour rappel, en juin 2010, le matricule 2300 arrête ses activités au niveau « équipe A Messieurs », à la suite de quoi le matricule 4068 va s'installer au stade du Freethiel. Des fans du « S-Kaa-Bee » (2300), très déçus de cette tournure des choses, fondent alors le YB SK Beveren « YB pour Yellow Blue » qui débute en P4 sous le matricule 9577. En 2019, les dirigeants du YB SK Beveren affirment leur volonté de racheter le fameux matricule 2300 - PM: 2 titres nationaux, 2 Coupes de Belgique et 1 demi-finale européenne -. Ce souhait remet « de l'huile sur le feu » entre les deux entités et provoque de vives tension vis-à-vis de Waasland-Beveren. Saisie la CBAS décide, en juin 2019, de mettre le matricule « au frigo », empêchant les deux entités de l'employer!
- Le K. SK Ronse (qui a choisi de retourner volontairement en 1re Provinciale de Flandre orientale), porteur du matricule 38, prend le nom de SK Vlaamse Ardennen Center (38). Cette modification fait suite à un rapprochement avec le K. VV Vlaamse Ardennen (matricule 3857). Il n'y a pas eu de fusion en termes officiels.

### Changements d'appellation
À partir de juillet 2022
- La Renaissance Union Sportive Tournai-Warcoing (matricule 8265) devient la Renaissance Union Sportive Tournaisienne (8265). La volonté est de reprendre l'ancienne appellation du matricule 26.
- La JS Turque (8870) change sa dénomination et devient la JS Team Roselies (8870).
- Le Nielse SV (9546) – fondé en 2010 – reprend le matricule 3737 du SK Rapid Leest et monte ainsi de « P3 » en « P2 ». Il ne s'agit pas d'une fusion réglementaire mais bien d'un changement de matricule[20]. Le nom Nielse SV est conservé. Note : le matricule 9546 est créé à la suite de la faille du club FC Apollo Nielse (matricule 9446). Cet Apollo Nielse résultait d'une union en le FC Apollo (9546) et le K. VK Niel (7299), lui-même issu, en 1992, de la fusion des deux anciens cercles de Niel, dont le Nielse AC devenu ensuite Nielse SV (matricule 415).

## Fonctionnement - Règlement
La Coupe de Belgique est jouée par matches à élimination directe. 16 des 18 équipes de Division 1 (Jupiler Pro League) ne commencent l'épreuve qu'à partir des Seizièmes de finale.
Pour l'édition 2022-2023, cinq tours préliminaires concernent 290 clubs issus de tous les niveaux inférieurs à la Jupiler Pro League. Au total 280 rencontres sont jouées lors de ces cinq tours préliminaires.
Ces 290 équipes proviennent des divisions suivantes :
- x clubs provinciaux
- 64 clubs de D3 Amateur
- 48 clubs de D2 Amateur
- 16 clubs de Nationale 1
- 8 clubs de Challenger Pro League (CPL) (anciennement D1B)
- 2 clubs de Jupiler Pro League (JPL) (ou D1A)

Les 12 équipes qualifiées à l'issue du 5e tour affrontent un des 18 clubs de D1 lors des 1/16es de finale.

### Participation par provinces
Le tableau ci-dessous détaille la répartition par provinces des clubs prenant part aux cinq premiers tours de la Coupe de Belgique.
| #  | Provinces                       | Total | JPL | CPL | Nat.1 | D2 Am. | D3 Am. | Prov. |
| -- | ------------------------------- | ----- | --- | --- | ----- | ------ | ------ | ----- |
| 1  | Province d'Anvers               | xx    | x   | x   | x     | x      | x      | x     |
| 2  | Province du Brabant flamand     | xx    | x   | x   | x     | x      | x      | x     |
| 3  | Province du Brabant wallon      | x     | x   | x   | -     | x      | x      | x     |
| 3b | Bruxelles - ACFF                | xx    | x   | x   | x     | x      | x      | x     |
| 4  | Province de Flandre-Occidentale | xx    | x   | x   | x     | x      | x      | x     |
| 5  | Province de Flandre-Orientale   | xx    | x   | x   | x     | x      | x      | x     |
| 6  | Province de Hainaut             | xx    | x   | x   | x     | x      | x      | x     |
| 7  | Province de Liège               | xx    | x   | x   | x     | x      | x      | x     |
| 8  | Province de Limbourg            | xx    | x   | x   | x     | x      | x      | x     |
| 9  | Province de Luxembourg          | xx    | x   | x   | x     | x      | x      | x     |
| 10 | Province de Namur               | xx    | x   | x   | x     | x      | x      | x     |
|    | TOTAUX                          | XX    | x   | x   | x     | x      | x      | x     |

* Depuis la fin de la saison précédente, les équipes « Espoirs » des cercles professionnels (D1A et D1B) ont été intégrés aux différentes séries de la Division 1B et la Division 3 Amateur, mais ces formations « Espoirs » ne participent pas à la Coupe de Belgique.

### Inversion du tirage au sort
Le règlement autorise deux clubs à inverser, de commun accord, l'ordre du tirage initial. Au fil des tours, cette pratique est fréquente. Il est bon de savoir qu'en Coupe de Belgique, les recettes aux guichets sont partagées équitablement entre les deux clubs. Un club d'une série inférieure trouve souvent son compte en acceptant de se déplacer chez un adversaire jouant plus haut dans la hiérarchie. La Fédération peut aussi rendre obligatoire cette inversion (ou exiger la tenue du match dans un autre stade) si les conditions de sécurité ne sont pas remplies par l'enceinte devant initialement accueillir la partie.

### Prolongation (Prol) - Tirs au But (T a B)
Lors des trois premiers tours, il n'est pas joué de prolongation. En cas d'égalité à la fin du temps réglementaire, il est procédé immédiatement à une séance de tirs au but pour désigner le club qualifié. Cette disposition réglementaire est induite par le fait que ces tours initiaux se jouent en reprise de saison et que les clubs ne disposent ni de la totalité de leur noyau (vacances), ni de la préparation suffisante pour tenir efficacement durant 120 minutes.

### Légende pour les clubs provinciaux
Depuis la saison 2017-2018, la Belgique du football compte aussi 10 provinces. Le Brabant jusque-là resté unitaire a choisi, sous la poussée de dirigeants néerlandophones, de se scinder selon les deux ailes linguistiques (VFV et ACFF). À noter, qu'assez logiquement quand on sait sa répartition démographique, la quasi-totalité des clubs de la Région de Bruxelles-Capitale a opté pour l'aile francophone (ACFF).
- (Anv-) = Province d'Anvers
- (VBt-) = Province du Brabant flamand (y inclus Bruxelles VFV)
- (BtW-) = Province du Brabant wallon (y inclus Bruxelles ACFF)
- (OVl-) = Province de Flandre orientale
- (WVl-) = Province de Flandre occidentale
- (Hai-) = Province de Hainaut
- (Lim-) = Province du Limbourg
- (Liè-) = Province de Liège
- (Lux-) = Province de Luxembourg
- (Nam-) = Province de Namur

Le chiffre renseigne la division provinciale concernée (1, 2, 3 ou 4).
Pour les résultats de l'épreuve à partir des seizièmes de finale, voir Coupe de Belgique de football 2022-2023.

### Légende pour les clubs nationaux/régionaux
Lors de la publication du tirage au sort des quatre premiers tours préliminaires de cette édition, on constate que la fédération belge emploie une nouvelle dénomination pour les trois séries amateurs directement inférieures aux divisions professionnelles:
- (D3) = D3 Amateur
- (D2) = D2 Amateur
- (N1) = Nationale 1
- (II) = Challenger Pro League (nouvelle dénomination de la « D1B » et restant encore familièrement la « D2 »)

### Signalétique «montée» et «descente»
Les changements de division depuis la fin de la saison précédente sont indiqués:  = montée en...,  = descente en....
- NOTE: excepté pour les clubs concernés en D1A et D1B, la signalétique « montée » ou « descente » est fort peu nécessaire sur la page de cette édition, puisque l'exercice 2020-2021 a été décrété « saison blanche » (en d'autres termes, « annulée »)

La division renseignée est celle de la saison 2021-2022.

## Tour préliminaire
Comme la saison précédente, un tour préliminaire est disputé. Il concerne des clubs, tirés au sort et dont les qualifiés prennent ensuite part au « premier tour ».

### Répartition par divisions
| Provinces                     | Total | P1 | P2 | P3 | P4 |
| ----------------------------- | ----- | -- | -- | -- | -- |
| Province d'Anvers             | 2     | -  | 1  | 1  | -  |
| Province du Brabant flamand   | 4     | 2  | 2  | -  | -  |
| Province du Brabant wallon    | 1     | -  | 1  | -  | -  |
| Bruxelles ACFF                | 0     | -  | -  | -  | -  |
| Province de Flandre-Orientale | 1     | 1  | -  | -  | -  |
| Province de Hainaut           | 0     | -  | -  | -  | -  |
| Province de Limbourg          | 2     | -  | 2  | -  | -  |
| Province de Liège             | 3     | -  | 1  | 3  | -  |
| Province de Luxembourg        | 1     | 1  | -  | -  | -  |
| Province de Namur             | 0     | -  | -  | -  | -  |
| TOTAUX                        | 16    | 6  | 7  | 3  | -  |

### Légende
|  | Clubs qualifiés pour le 1er tour |

### Résultats
Ces rencontres sont jouées le dimanche 31 juillet 2022. Certaines rencontres sont avancées au samedi 30.
- 16 équipes toutes de séries provinciales, 8 rencontres.

| Tour | N°  | Équipe 1                         | Équipe 2                     | Score 90 min | T au B  |
| ---- | --- | -------------------------------- | ---------------------------- | ------------ | ------- |
| TP   | 001 | K. SV Jabbeke ( WVl-1)           | K. Sassport Boezinge (WVl-1) | 1-3          |         |
| TP   | 002 | K. FC Rhodienne-De Hoek ( VBt-1) | R. RC Waterloo (BtW-2)       | 2-0          |         |
| TP   | 003 | R. FC Huy « B » (Liè-2)          | ASE de Chastre (BtW-2)       | 3-0          |         |
| TP   | 004 | R. FC 1924 St-Vith (Liè-3)       | R. Ent. Sp. Vaux (Lux-1)     | 0-5          | Forfait |
| TP   | 005 | K. VV Hoeselt (Lim-2)            | FC Bressoux (Liè-3)          | 11-0         |         |
| TP   | 006 | K. SV Schriek (Anv-3)            | VC Groot Dilbeek (VBt-2)     | 4-1          |         |
| TP   | 007 | SV Nielse « A » (Anv-2)          | K. RC Peer (Lim-2)           | 1-2          |         |
| TP   | 008 | SK Sint-Niklaas ( OVl-1)         | VK Liedekerke (VBt-1)        | 2-5          |         |

Pour un article plus général, voir Coupe de Belgique de football 2022-2023.

## Premier tour
Ce premier tour est programmé le dimanche 31 juillet 2022, mais quelques matchs sont avancés au vendredi 29 juillet 2022 et le samedi samedi 30 juillet 2022. Ce tour est le seul qui soit joué par groupes composés géographiquement.
- 216 équipes (64 clubs de Division 3 + 152 cercles provinciaux), 108 rencontres.
  - 10 clubs de Division 3 ne franchissent pas ce premier tour, 5cercles francophones et autant de néerlandophones.
  - 1 club de P3 et 1 de P4 franchissent ce premier tour. Tous deux sont Anversois, respectivement le K. SV Schriek et le VC Kalfort Puursica.

### Légende
|  | Clubs qualifiés pour le 2e tour |

### Répartition par divisions
| Provinces                       | Total | D3 | P1 | P2 | P3 | P4 |
| ------------------------------- | ----- | -- | -- | -- | -- | -- |
| Province d'Anvers               | 28    | 8  | 11 | 3  | 4  | 2  |
| Province du Brabant flamand     | 21    | 7  | 8  | 3  | 6  | -  |
| Province du Brabant wallon      | 9     | 2  | 3  | 4  | -  | -  |
| Bruxelles ACFF                  | 6     | 2  | 3  | 1  | -  | -  |
| Province de Flandre-Occidentale | 20    | 5  | 11 | 3  | 2  | -  |
| Province de Flandre-Orientale   | 26    | 8  | 9  | 9  | -  | -  |
| Province de Hainaut             | 24    | 8  | 6  | 8  | 2  | -  |
| Province de Liège               | 21    | 7  | 5  | 5  | 3  | 1  |
| Province de Limbourg            | 20    | 4  | 6  | 5  | 2  | 3  |
| Province de Luxembourg          | 19    | 7  | 10 | 2  | -  | -  |
| Province de Namur               | 18    | 6  | 8  | 4  | -  | -  |
| TOTAUX                          | 216   | 64 | 80 | 47 | 19 | 6  |

### Résultats

#### Groupe 1
- 13 rencontres, 26 équipes
- 7 clubs de D3 Amateur + 19 clubs provinciaux
  - Provinces représentées: Flandre occidentale (16), Flandre orientale (2) et Hainaut (1)

| Tour | N° | Équipe 1                      | Équipe 2                         | Score 90 min | T au B |
| ---- | -- | ----------------------------- | -------------------------------- | ------------ | ------ |
| 1    | 9  | SK Roeselare-Daisel ( D3)     | K. RC Lauwe (WVl-1)              | 1-0          |        |
| T1   | 10 | K. SV Rumbeke ( D3)           | K. SC Blankenberge (WVl-1)       | 1-0          |        |
| T1   | 11 | K. Sassport Boezinge (WVl-1)  | R. FC Lissewege ( WVl-2)         | 8-0          |        |
| T1   | 12 | K.FC Varsenare ( WVl-1)       | SV Anzegem (D3)                  | 0-2          |        |
| T1   | 13 | FC Étoiles d'Ere (Hai-2)      | K. SV Diksmuide (WVl-1)          | 0-5          |        |
| T1   | 14 | KV Eendracht Aalter ( D3)     | Club Roeselare (WVl-2)           | 3-2          |        |
| T1   | 15 | K. FC Lendelede Sport (WVl-3) | K. Eendracht Wervik ( D3)        | 0-2          |        |
| T1   | 16 | K. Excelsior Zedelgem (WVl-1) | K. Racing Waregem (WVl-1)        | 2-3          |        |
| T1   | 17 | K.SC Wielsbeke ( D3)          | K. White Star Club Lauwe (WVl-1) | 1-0          |        |
| T1   | 18 | K. SV Wevelgem City ( WVl-1)  | SC Zonnebeke ( WVl-2)            | 2-1          |        |
| T1   | 19 | FC Poesele (OVl-2)            | FC Kleit Maldegem ( Ovl-1)       | 2-3          |        |
| T1   | 20 | K. FC Sparta Heestert (WVl-1) | Vamos Zandvoorde (WVl-3)         | 7-0          |        |
| T1   | 21 | R. FC Tournai (D3)            | K. VC Deerlijk Sport ( Wvl-1)    | 1-1          | 4-5    |

#### Groupe 2
- 13 rencontres, 26 équipes
- 7 clubs de D3 Amateur + 19 clubs provinciaux
  - Provinces représentées: Brabant flamand (2), Brabant wallon (4, dont 1 Bruxellois), Flandre orientale (3)
 et Hainaut

(10)
| Tour | N° | Équipe 1                               | Équipe 2                               | Score 90 min | T au B |
| ---- | -- | -------------------------------------- | -------------------------------------- | ------------ | ------ |
| T1   | 22 | K. FC Rhodienne-De Hoek ( VBt-1)       | R. Alliance FC Cuesmes(Hai-2)          | 9-0          |        |
| T1   | 23 | (K). SK Vlaamse Ardennen (OVl-1)       | AC Anvaing (Hai-2)                     | 4-1          |        |
| T1   | 24 | CS Pays Vert Ostiches-Ath (D3)         | R. Soignies Sports (Hai-1)             | 4-0          |        |
| T1   | 25 | SK Oetingen VC (VBt-3)                 | K. SV Geraardsbergen (OVl-2)           | 1-4          |        |
| T1   | 26 | AC Le Roeulx (Hai-1)                   | CS Entité Manageoise (D3)              | 0-1          |        |
| T1   | 27 | R.US d'Ophain (BtW-2)                  | K. FC Voorde-Appelterre (D3)           | 0-0          | 4-3    |
| T1   | 28 | Union Lasne Ohain (BtW-1)              | R. FC Rapid Symphorinois (D3)          | 4-1          |        |
| T1   | 29 | R. US St-Ghislain Tertre-Hautrage (D3) | KV Eendracht Winnik (OVl-2)            | 4-0          |        |
| T1   | 30 | R. CS Brainois (D3)                    | R. US Beloeil (Hai-1)                  | 1-2          |        |
| T1   | 31 | R. FC Écaussinnois (Hai-3)             | Union SC Jemappes (Hai-2)              | 0-1          |        |
| T1   | 32 | R. Union SC Anderlues (Hai-2)          | R. FC Rapid Symphorinois « B » (Hai-2) | 3-0          |        |
| T1   | 33 | Renaissance AEC Mons « A » (D3)        | R. US Rixensartoise (BtW-2)            | 3-1          |        |
| T1   | 34 | Renaissance AEC Mons « B » ( Hai-1)    | BX Brussels (BtW-1)                    | 2-0          |        |

#### Groupe 3
- 14 rencontres, 28 équipes
- 7 clubs de D3 Amateur + 21 clubs provinciaux
  - Provinces représentées: Brabant wallon (2), Hainaut (5), Liège (4) et Namur (10)

| Tour | N° | Équipe 1                             | Équipe 2                           | Score 90 min | T au B  |
| ---- | -- | ------------------------------------ | ---------------------------------- | ------------ | ------- |
| T1   | 35 | SC Montignies « A » (Hai-1)          | R. JS Fizoise (Liè-1)              | 1-2          |         |
| T1   | 36 | R. Ent. Sp. Couvin-Mariembourg ( D3) | R.FC Huy « B » (Liè-2)             | 2-0          |         |
| T1   | 37 | R. Arquet FC ( Nam-1)                | R. Union FC Ransartoise (Hai-1)    | 0-0          | 6-5     |
| T1   | 38 | R. FC Spy (Nam-1)                    | R. Jeunesse Aischoise (D3)         | 1-2          |         |
| T1   | 39 | FC Olympic Namur (Nam-2)             | R. FC Grand-Leez (Nam-1)           | 0-2          |         |
| T1   | 40 | R. CS Onhaye (D3)                    | R. US Loyers (Nam-1)               | 2-0          |         |
| T1   | 41 | JS Team Roselies (Hai-2)             | R. Huccorgne Sports (Liè-2)        | 3-2          |         |
| T1   | 42 | R. FC Perwez ( BtW-1)                | SC Montignies « B » (Hai-3)        | 9-1          |         |
| T1   | 43 | R. OC Nismes (Nam-1)                 | Union Bossière-Gembloux (Nam-2)    | 0-6          |         |
| T1   | 44 | R. FC Huy « A » (D3)                 | AC Lustin ( Nam-2)                 | 3-2          |         |
| T1   | 45 | R. RC Villers La Ville (BtW-2)       | R. Gosselies Sports (D3)           | 0-1          |         |
| T1   | 46 | R. AS Monceau ( D3)                  | FC Gerpinnes (Hai-2)               | 7-1          |         |
| T1   | 47 | R. US Biesme (Nam-1)                 | R. FC Wallonia Thisnes ( Liè-3)    | 1-1          | 3-1     |
| T1   | 48 | R. JS Taminoise (D3)                 | R. Ent. Sp. de la Molignée (Nam-2) | 5-0          | Forfait |

#### Groupe 4
- 13 rencontres, 26 équipes
- 9 clubs de D3 Amateur + 17 clubs provinciaux
  - Provinces représentées: Liège (3), Luxembourg (12) et Namur (2)

| Tour | N° | Équipe 1                                | Équipe 2                          | Score 90 min | T au B  |
| ---- | -- | --------------------------------------- | --------------------------------- | ------------ | ------- |
| T1   | 49 | Chevetogne Football (Nam-1)             | R. SC Habay-la-Neuve (D3)         | 0-2          |         |
| T1   | 50 | R. FC 1904 Malmundaria (Liè-1)          | R. US Givry ( D3)                 | 5-0          | Forfait |
| T1   | 51 | R. AC Saint-Mard ( Lux-2)               | R. Marloie Sport (D3)             | 0-4          |         |
| T1   | 52 | R. Ent. Sp. Vaux (Lux-1)                | R. OC Meix-devant-Virton ( D3)    | 1-1          | 4-2     |
| T1   | 53 | R. RC Trois-Ponts ( Liè-2)              | R. US d'Ethe-Belmont (Lux-1)      | 1-0          |         |
| T1   | 54 | R. CS Libramontois ( D3)                | R. CS Condruzien (Nam-1)          | 1-2          |         |
| T1   | 55 | FC Ster-Francorchamps (Liè-1)           | R. Jeunesse Freylangeoise (Lux-1) | 2-2          | 4-5     |
| T1   | 56 | R. US Assenois ( Lux-1)                 | R. RC Longlier (Lux-1)            | 0-1          |         |
| T1   | 57 | R. Léopold Club Bastogne (Lux-1)        | R. Entente Durbuy ( D3)           | 0-2          |         |
| T1   | 58 | FC Arlon (Lux-1)                        | R. Ent. Sp. Aubange ( Lux-2)      | 2-1          |         |
| T1   | 59 | R. Ent. Sp. Com. Houffaloise 1 ( Lux-1) | R. Union Rochefortoise (D3)       | 0-2          |         |
| T1   | 60 | R. Union Wallonne Ciney ( D3)           | R. FC Messancy ( Lux-1)           | 1-0          |         |
| T1   | 61 | R. RC Mormont (D3)                      | R. US Sartoise (Lux-1)            | 5-0          |         |

- 1 R. Ent. Sp. Com. Houffaloise = Royale Entente Sportive Communale Houffaloise

#### Groupe 5
- 14 rencontres, 28 équipes
- 10 clubs de D3 Amateur + 18 clubs provinciaux
  - Provinces représentées: Liège (7) et Limbourg (11)

| Tour | N° | Équipe 1                            | Équipe 2                                       | Score 90 min | T au B  |
| ---- | -- | ----------------------------------- | ---------------------------------------------- | ------------ | ------- |
| T1   | 62 | FC Torpedo Hasselt (Lim-1)          | K. Eendracht Wit-Ster Schoonbeek-Beverst ( D3) | 2-1          |         |
| T1   | 63 | K. VK Wellen (D3)                   | R. Oreye Union (Liè-3)                         | 11-0         |         |
| T1   | 64 | AC Hombourg ( Liè-2)                | K. Zonhoven United FC (Lim-1)                  | 1-1          | 5-4     |
| T1   | 65 | FC United Richelle (D3)             | K. Groen Ster Bree-Beek (Lim-1)                | 6-2          |         |
| T1   | 66 | Soccrer Talent Acadmy Genk ( Lim-4) | R. FC Herstal (D3)                             | 0-10         |         |
| T1   | 67 | R. FC Union La Calamine ( D3)       | R. Aubel FC (Liè-1)                            | 1-0          |         |
| T1   | 68 | K. VV Zepperen-Brustem (Lim-1)      | Racing Ans-Montegnée FC (Liè-3)                | 2-1          |         |
| T1   | 69 | R. FC 1912 Raeren-Eynatten (D3)     | K. VV Hoeselt (Lim-2)                          | 3-0          |         |
| T1   | 70 | R. FCB Sprimont (D3)                | Eendracht Louwel (Lim-2)                       | 3-0          |         |
| T1   | 71 | K. Hoger Op Heide Hasselt ( Lim-2)  | K. Neeroeteren FC ( Lim-4)                     | 3-0          |         |
| T1   | 72 | K. Vlijtingen VV (Lim-2)            | Eendracht Termien (D3)                         | 0-4          |         |
| T1   | 73 | K. FC Esperanza Pelt (D3)           | R. Étoile Elsautoise (Liè-1)                   | 2-2          | 5-6     |
| T1   | 74 | K. FC Eupen 1963 « B » (Liè-4)      | R. Aywaille FC (D3)                            | 0-7          |         |
| T1   | 75 | R. FC Sart (Liè-2)                  | K. MR Biesen2 (Lim-3)                          | 5-0          | Forfait |

- 2 K. MR Biesen = Koninkjlijke Martenslinde Rijkoven Biesen

#### Groupe 6
- 14 rencontres, 28 équipes
- 9 clubs de D3 Amateur + 19 clubs provinciaux
  - Provinces représentées: Anvers (2), Brabant flamand (11), Brabant wallon (5, dont 3 Bruxellois) et Limbourg (1)

| Tour | N° | Équipe 1                      | Équipe 2                                | Score 90 min | T au B |
| ---- | -- | ----------------------------- | --------------------------------------- | ------------ | ------ |
| T1   | 76 | K. Sporting Kampenhout ( D3)  | Crossing Vissenaken (VBt-2)             | 3-3          | 5-3    |
| T1   | 77 | R. Wavre Limal (BtW-2)        | K. SV Schriek (Anv-3)                   | 0-3          |        |
| T1   | 78 | Fenixx Beigem Humbeek (VBt-1) | K. Herk FC (Lim-1)                      | 2-1          |        |
| T1   | 79 | Standaard Meerbeek ( VBt-2)   | K. SC Hoegaarden-Outgaarden (VBt-1)     | 2-1          |        |
| T1   | 80 | Tempo Overijse MT (D3)        | Football Club Schaerbeek ( BtW-2)       | 4-0          |        |
| T1   | 81 | R. Léopold FC ( D3)           | K.FC de Vrijheid Herselt ( Anv-1)       | 3-1          |        |
| T1   | 82 | K. Hoger-Op Bierbeek (VBt-1)  | RWL Sport 3 ( VBt-2)                    | 1-0          |        |
| T1   | 83 | Infinity FC Vilvoorde (VBt-3) | Stade Everois RC (BtW-1)                | 0-1          |        |
| T1   | 84 | K. AC Betekom (D3)            | K. SC Grimbergen (VBt-1)                | 2-0          |        |
| T1   | 85 | R. AS Jodoigne (D3)           | R. Olympic FC Stockel ( BtW-1)          | 4-1          |        |
| T1   | 86 | R. FC Grez-Doiceau (BtW-1)    | K. Hoger-Op Wolvertem Merchtem (D3)     | 2-1          |        |
| T1   | 87 | VK Linden (VBt-1)             | K. FC Eppegem (D3)                      | 5-1          |        |
| T1   | 88 | K. Olympia SC Wijgmaal ( D3)  | Voetbal Samenwerking Kortenaken (VBt-3) | 5-0          |        |
| T1   | 89 | Crossing Schaerbeek (D3)      | K. FC Wambeek Ternat (VBt-1)            | 1- 0         |        |

3 = RWL Sport = Rillar Wolfsdonk Langdorp Sport, formé par fusion en juillet 2018

#### Groupe 7
- 14 rencontres, 28 équipes
- 9 clubs de D3 Amateur + 19 clubs provinciaux
  - Provinces représentées: Anvers (14), Flandre orientale (1) et Limbourg (4)

| Tour | N°  | Équipe 1                                | Équipe 2                           | Score 90 min | T au B |
| ---- | --- | --------------------------------------- | ---------------------------------- | ------------ | ------ |
| T1   | 90  | AS Verbroedering Geel ( D3)             | K. FC Eendracht Zoersel (Anv-1)    | 5-0          |        |
| T1   | 91  | K. Wijnegem VC (Anv-3)                  | K. FC Nijlen (D3)                  | 0-3          |        |
| T1   | 92  | K. VV Weerstand Koersel ( Anv-1)        | K. Berchem Sport « B » (Anv-3)     | 3-1          |        |
| T1   | 93  | K. FC Zwarte Leeuw (D3)                 | K. Antonia FC (Anv-1)              | 3-1          |        |
| T1   | 94  | K. FC Punt-Larum ( Anv-2)               | K. FC St-Lenaarts (D3)             | 0-8          |        |
| T1   | 95  | K. FC Wezel Sport ( D3)                 | K. Lutlommel VV (Lim-3)            | 6-0          |        |
| T1   | 96  | K. VK Beringen (D3)                     | Sparta Lille (Lim-4)               | 4-0          |        |
| T1   | 97  | K. Kontich FC (Anv-1)                   | K. FC Ranst (Anv-1)                | 0-4          |        |
| T1   | 98  | K. RC Peer (Lim-2)                      | K. Achel VV (Lim-1)                | 0-1          |        |
| T1   | 99  | White Star Schorvoort Turnhout ( Anv-2) | K. Witgoor Sport Dessel (D3)       | 1-5          |        |
| T1   | 100 | K. VC Houtvenne ( D3)                   | K. FC De Kempen T-L « A » ( Anv-1) | 3-0          |        |
| T1   | 101 | K. FC De Kempen T-L « B » (Anv-3)       | K. FC Berlaar-Heikant ( Anv-1)     | 0-2          |        |
| T1   | 102 | K. FC Diest (D3)                        | K. BSK Retie (Anv-1)               | 1-2          |        |
| T1   | 103 | K. Ternesse VV (Anv-1)                  | K. Svelta Melsele ( OVl-1)         | 1-2          |        |

#### Groupe 8
- 13 rencontres, 26 équipes
- 6 clubs de D3 Amateur + 20 clubs provinciaux
  - Provinces représentées: Anvers (4), Brabant flamand (4) et Flandre orientale (12)

| Tour | N°  | Équipe 1                          | Équipe 2                                  | Score 90 min | T au B |
| ---- | --- | --------------------------------- | ----------------------------------------- | ------------ | ------ |
| T1   | 104 | K. SK Grembergen (OVl-1)          | FC Sheldezonen Mariekerke-Branst ( Anv-1) | 1-3          |        |
| T1   | 105 | VC Kalfort Puursica (Anv-4)       | K. FC Toekomst Relegem (VBt-3)            | 7-1          |        |
| T1   | 106 | Avanti Stekene (D3)               | K. FC Eendracht Zele (OVl-1)              | 1-0          |        |
| T1   | 107 | K. FC Destelbergen (OVl-2)        | FC St-Joris Sleidinge ( OVl-2)            | 3-0          |        |
| T1   | 108 | SV Nielse « B » (Anv-4)           | Eendracht Elene-Grotenberge ( D3)         | 1-7          |        |
| T1   | 109 | K. FC St-Martens-Latem ( OVl-2)   | K. FC Eeklo Meetjesland (OVl-2)           | 1-1          | 4-1    |
| T1   | 110 | K. SC Excelsior Mariakerke (OVl-1 | FC Oppuurs ( Anv-2)                       | 4-0          |        |
| T1   | 111 | SK Munkzwalm (OVl-1)              | KV Eendracht Drongen ( D3)                | 0-2          |        |
| T1   | 112 | Eendracht Hekelgem (VBt-3)        | K. FC Vigor Wuitens Hamme (D3)            | 0-1          |        |
| T1   | 113 | SK Berlare (OVl-1)                | K. SK Zingem (VBt-3)                      | 4-3          |        |
| T1   | 114 | VK Liedekerke (VBt-1)             | K. FC Hoger Op Kalken ( D3)               | 1-3          |        |
| T1   | 115 | SK Denderhoutem (OVl-1)           | K. AV Dendermonde ( OVl-2)                | 1-0          |        |
| T1   | 116 | SK Lokeren Doorslaar ( OVl-2)     | K. VC Jong Lede (D3)                      | 0-2          |        |

Pour un article plus général, voir Coupe de Belgique de football 2022-2023.

## Deuxième tour
Le deuxième tour est programmé le dimanche 7 août 2022. Certaines rencontres sont avancées au samedi 6. À partir de ce 2e tour, il n'y a plus de « groupes géographiques ».
- 78 rencontres, 156 équipes
  - Ce tour concerne les 48 équipes (non professionnelles) de Division 2 Amateur et les 108 rescapés du 1er tour. Par le fait des résultats du Premier tour, ces formations sont paritairement réparties en 54 clubs de Division 3 Amateur et 54 clubs provinciaux.

### Légende
|  | Clubs qualifiés pour le 3e tour |

### Répartition par divisions
| Provinces                       | Total | D2 | D3 | P1 | P2 | P3 | P4 |
| ------------------------------- | ----- | -- | -- | -- | -- | -- | -- |
| Province d'Anvers               | 21    | 7  | 8  | 4  | -  | 1  | 1  |
| Province du Brabant flamand     | 12    | 3  | 4  | 4  | 1  | -  | -  |
| Province du Brabant wallon      | 7     | 2  | 1  | 3  | 1  | -  | -  |
| Bruxelles ACFF                  | 5     | 2  | 2  | 1  | -  | -  | -  |
| Province de Flandre-Occidentale | 16    | 5  | 5  | 6  | -  | -  | -  |
| Province de Flandre-Orientale   | 28    | 12 | 7  | 6  | 3  | -  | -  |
| Province de Hainaut             | 14    | 3  | 6  | 2  | 3  | -  | -  |
| Province de Liège               | 20    | 7  | 7  | 3  | 3  | -  | -  |
| Province de Limbourg            | 12    | 5  | 3  | 3  | 1  | -  | -  |
| Province de Luxembourg          | 8     | -  | 4  | 4  | -  | -  | -  |
| Province de Namur               | 13    | 2  | 7  | 3  | 1  | -  | -  |
| TOTAUX                          | 156   | 48 | 54 | 39 | 13 | 1  | 1  |

### Résultats
- Onze cercles de « D2 Amateur » ne vont pas plus loin, alors que la Flandre orientale réussit un carton plein avec 12 clubs du 4e niveau qualifiés sur 12 engagés !
  - Quinze formations provinciales gagnent le droit de disputer le « Troisième tour ». Parmi ces clubs figurent trois de 2e Provinciale, à savoir le 7e niveau de la hiérarchie: 2 Liégeois et 1 Namurois

| Tour | N°  | Équipe 1                               | Équipe 2                                  | Score 90 min | T au B |
| ---- | --- | -------------------------------------- | ----------------------------------------- | ------------ | ------ |
| T2   | 117 | K. VC SV Oostkamp (D2)                 | FC Sheldezonen Mariekerke-Branst ( Anv-1) | 1-1          | 3-4    |
| T2   | 118 | Eendracht Termien (D3)                 | K. SK Tongeren (D2)                       | 2-3          |        |
| T2   | 119 | K. Erpe-Mere United (D2)               | JS Team Roselies (Hai)                    | 2-0          |        |
| T2   | 120 | K. FC Destelbergen (OVl-2)             | K. FC Merelbeke (D2)                      | 1-2          |        |
| T2   | 121 | SK Berlare (OVl-1)                     | (K). SK Vlaamse Ardennen (OVl-1)          | 2-0          |        |
| T2   | 122 | R. AS Jodoigne A (D3)                  | R. FC Herstal (D3)                        | 2-3          |        |
| T2   | 123 | K. SV Wevelgem City ( WVl-1)           | Tempo Overijse MT (D3)                    | 3-3          | 7-8    |
| T2   | 124 | K. FC St-Lenaarts (D3)                 | SK Denderhoutem (OVl-1)                   | 1-0          |        |
| T2   | 125 | K. VK Beringen (D3)                    | Eendracht Elene-Grotenberge ( D3)         | 1-0          |        |
| T2   | 126 | R. Jeunesse Aischoise (D3)             | K. VC Jong Lede (D3)                      | 2-2          | 0-3    |
| T2   | 127 | K. SV Oudenaarde (D2)                  | R. JS Taminoise ( D3)                     | 2-2          | 4-2    |
| T2   | 128 | R. CS Verlaine (D2)                    | R. FC Sart (Liè-2)                        | 4-1          |        |
| T2   | 129 | K. SK Pepingen-Halle (D2)              | Renaissance AEC Mons « A » (D3)           | 0-0          | 4-5    |
| T2   | 130 | RC Hadès Hasselt (D2)                  | Union Lasne Ohain (BtW-1)                 | 4-1          |        |
| T2   | 131 | R. FC R. FC Grand-Leez (Nam-1)         | R. Arquet FC ( Nam-1)                     | 1-2          |        |
| T2   | 132 | K. VV Weerstand Koersel ( Anv-1)       | FC Lebbeke (D2)                           | 2-0          |        |
| T2   | 133 | R. RC Trois-Ponts ( Liè-2)             | Renaissance AEC Mons « B » ( Hai-1)       | 3-1          |        |
| T2   | 134 | R. JS Fizoise (Liè-1)                  | K. FC Rhodienne-De Hoek ( VBt-1)          | 2-1          |        |
| T2   | 135 | CS Entité Manageoise (D3)              | K. FC Turnhout ( D2)                      | 2-1          |        |
| T2   | 136 | K. Diegem Sport (D2)                   | R. RC Longlier (Lux-1)                    | 5-4          |        |
| T2   | 137 | Fenixx Beigem Humbeek (VBt-1)          | R. FC Huy « A » (D3)                      | 2-0          |        |
| T2   | 138 | K. SV Diksmuide (WVl-1)                | Avanti Stekene (D3)                       | 1-1          | 5-6    |
| T2   | 139 | K. SV Geraardsbergen (OVl-2)           | K. FC Ranst (Anv-1)                       | 3-5          |        |
| T2   | 140 | R. Gosselies Sports (D3)               | R. Union SC Anderlues (Hai-2)             | 6-3          |        |
| T2   | 141 | R. FC Meux (D2)                        | R. US Beloeil (Hai-1)                     | 3-1          |        |
| T2   | 142 | K. RC Gent (D2)                        | CS Pays Vert Ostiches-Ath (D3)            | 3-4          |        |
| T2   | 143 | K. VK Wellen (D3)                      | R. Étoile Elsautoise (Liè-1)              | 3-0          |        |
| T2   | 144 | KM Torhout (D2)                        | K. Witgoor Sport Dessel (D3)              | 0-0          | 1-4    |
| T2   | 145 | Standaard Meerbeek ( VBt-2)            | Union Bossière-Gembloux (Nam-2)           | 0-1          |        |
| T2   | 146 | K. FC Hoger Op Kalken ( D3)            | K.SC Wielsbeke ( D3)                      | 3-3          | 3-5    |
| T2   | 147 | K. Olympia SC Wijgmaal ( D3)           | R. AS Monceau ( D3)                       | 2-1          |        |
| T2   | 148 | K. VV Zelzate(D2)                      | K. Racing Waregem (WVl-1)                 | 2-0          |        |
| T2   | 149 | K. BSK Retie (Anv-1)                   | K. VC Deerlijk Sport ( Wvl-1)             | 0-2          |        |
| T2   | 150 | K. FC Zwarte Leeuw (D3)                | Solières Sport (D2)                       | 2-1          |        |
| T2   | 151 | FC United Richelle (D3)                | K. FC Wezel Sport ( D3)                   | 1-2          |        |
| T2   | 152 | K. VV Zepperen-Brustem (Lim-1)         | KV Eendracht Drongen ( D3)                | 1-2          |        |
| T2   | 153 | K. Lyra-Lierse (D2)                    | K. Hoger-Op Bierbeek (VBt-1)              | 2-1          |        |
| T2   | 154 | R. Aywaille FC (D3)                    | K. RC Harelbeke (D2)                      | 1-2          |        |
| T2   | 155 | R. Stade Waremmien FC (D2)             | R. Ent. Sp. Vaux (Lux-1)                  | 2-1          |        |
| T2   | 156 | K. SV Schriek (Anv-3)                  | R. US Biesme (Nam-1                       | 0-1          |        |
| T2   | 157 | R. FC Perwez ( BtW-1)                  | R. Union Wallonne Ciney ( D3)             | 2-0          |        |
| T2   | 158 | Stade Disonais ( D2)                   | K. FC Vigor Wuitens Hamme(D3)             | 1-1          | 2-3    |
| T2   | 159 | FC Gullegem (D2)                       | K. FC Berlaar-Heikant ( Anv-1)            | 2-1          |        |
| T2   | 160 | (K.) OLSA Brakel (D2)                  | Union SC Jemappes (Hai-2)                 | 5-0          |        |
| T2   | 161 | K. RC Mechelen ( D2)                   | K. AC Betekom (D3)                        | 4-0          |        |
| T2   | 162 | K. FC St-Martens-Latem ( OVl-2)        | K. VC Houtvenne ( D3)                     | 1-3          |        |
| T2   | 163 | K. SC City Pirates Antwerpen (D2)      | R. Union Rochefortoise (D3)               | 3-1          |        |
| T2   | 164 | R. FC 1912 Raeren-Eynatten (D3)        | R. FC Grez-Doiceau (BtW-1)                | 7-1          |        |
| T2   | 165 | R. FCB Sprimont (D3)                   | K. SC Excelsior Mariakerke (OVl-1         | 9-1          |        |
| T2   | 166 | R. US Rebecquoise (D2)                 | R. Jeunesse Freylangeoise (Lux-1)         | 4-0          |        |
| T2   | 167 | VC Kalfort Puursica (Anv-4)            | K. Bocholter VV (D2)                      | 0-6          |        |
| T2   | 168 | K. Hoger Op Heide Hasselt ( Lim-2)     | R. Ent. Sp. Couvin-Mariembourg ( D3)      | 0-4          |        |
| T2   | 169 | R. Entente Acren Lessines (D2)         | R. FC 1904 Malmundaria (Liè-1)            | 4-1          |        |
| T2   | 170 | R. CS Onhaye (D3)                      | K. Sporting Kampenhout ( D3)              | 4-1          |        |
| T2   | 171 | K. VC Lille United ( D2)               | FC Arlon (Lux-1)                          | 3-1          |        |
| T2   | 172 | R. FC Warnant (D2)                     | R. SC Habay-la-Neuve (D3)                 | 0-0          | 5-6    |
| T2   | 173 | R. US Binche ( D2)                     | R. US St-Ghislain Tertre-Hautrage (D3)    | 2-0          |        |
| T2   | 174 | R. FC Ganshoren (D2)                   | R. Léopold FC ( D3)                       | 2-1          |        |
| T2   | 175 | R. Marloie Sport (D3)                  | K. Sporting Hasselt (D2)                  | 0-1          |        |
| T2   | 176 | K. SV Rumbeke ( D3)                    | K. FC Sparta Petegem (D2)                 | 0-3          |        |
| T2   | 177 | K.SC Lokeren-Temse (D2)                | K. FC Nijlen (D3)                         | 2-1          |        |
| T2   | 178 | R. SCUP Dieleghem Jette (D2)           | Svelta Melsele ( Ovl-1)                   | 2-1          |        |
| T2   | 179 | La Louviere Centre (D2)                | SK Roeselare-Daisel ( D3)                 | 1-1          | 3-4    |
| T2   | 180 | AS Verbroedering Geel ( D3)            | KV Eendracht Aalter ( D3)                 | 1-1          | 6-5    |
| T2   | 181 | R. Cappellen FC (D2)                   | FC Torpedo Hasselt (Lim-1)                | 1-0          |        |
| T2   | 182 | UR Namur ( D2)                         | Crossing Schaerbeek (D3)                  | 1-0          |        |
| T2   | 183 | K. Berchem Sport (D2)                  | R. Entente Durbuy ( D3)                   | 3-0          |        |
| T2   | 184 | AC Hombourg ( Liè-2)                   | R. RC Hamoir (D2)                         | 2-2          | 4-2    |
| T2   | 185 | K. Sassport Boezinge (WVl-1)           | K. VK Westhoek (D2)                       | 1-2          |        |
| T2   | 186 | R. RC Mormont (D3)                     | K. FC Sparta Heestert (WVl-1)             | 2-1          |        |
| T2   | 187 | K. SC Dikkelvenne (D2)                 | K. Eendracht Wervik ( D3)                 | 1-0          |        |
| T2   | 188 | Ren. Union Tubize Braine-le-Comte (D2) | R.US d'Ophain (BtW-2)                     | 2-0          |        |
| T2   | 189 | VK Linden (VBt-1)                      | R. FC Union La Calamine ( D3)             | 2-2          | 6-5    |
| T2   | 190 | K. Londerzeel SK (D2)                  | R. CS Condruzien (Nam-1)                  | 9-0          |        |
| T2   | 191 | Stade Everois RC (BtW-1)               | K. SV Belisia Bilzen (D2)                 | 1-4          |        |
| T2   | 192 | K. Achel VV (Lim-1)                    | R. RC Stockay-Warfusée (D2)               | 5-2          |        |
| T2   | 193 | R. FC Wetteren (D2)                    | FC Kleit Maldegem ( OVl-1)                | 6-0          |        |
| T2   | 194 | K. SC Eendracht Aalst (D2)             | SV Anzegem (D3)                           | 5-1          |        |

## Troisième tour
Ces 48 rencontres sont jouées le dimanche 14 août 2022 avec quelques matchs avancés au samedi 13.
- 96 équipes, soit l'entrée en lice de 2 formations de Challenger Pro League (le moins bien classé de la saison précédente et le montant de « Nationale 1 »), les 16 cercles « non professionnels » de Nationale 1. Ces dix-huit participants rejoignent les 78 qualifiés du « Deuxième tour ». Ces rescapés sont 37 clubs de Division 2 Amateur , 26 clubs de Division 3 et 15 clubs provinciaux.

### Légende
|  | Clubs qualifiés pour le 4e tour |

### Répartition par divisions
| Provinces                       | Total | II | N1 | D2 | D3 | P1 | P2 |
| ------------------------------- | ----- | -- | -- | -- | -- | -- | -- |
| Province d'Anvers               | 19    | 4  | 6  | 6  | 3  | -  | -  |
| Province du Brabant flamand     | 6     | -  | 1  | 2  | 2  | 1  | -  |
| Province du Brabant wallon      | 4     | -  | -  | 1  | 1  | 2  | -  |
| Bruxelles ACFF                  | 2     | -  | -  | 2  | -  | -  | -  |
| Province de Flandre-Occidentale | 9     | -  | 3  | 3  | 2  | 1  | -  |
| Province de Flandre-Orientale   | 17    | 1  | 1  | 12 | 2  | 1  | -  |
| Province de Hainaut             | 9     | -  | 3  | 2  | 4  | -  | -  |
| Province de Liège               | 10    | -  | 2  | 2  | 3  | 1  | 2  |
| Province de Limbourg            | 10    | -  | 2  | 5  | 2  | 1  | -  |
| Province de Luxembourg          | 3     | 1  | -  | 2  | -  | -  | -  |
| Province de Namur               | 7     | -  | -  | 2  | 2  | 2  | 1  |
| TOTAUX                          | 96    | 2  | 16 | 37 | 26 | 12 | 3  |

### Résultats
- Trois clubs de « Nationale 1 » sont éliminés d'entrée.
- Quatre « Provinciaux » restent en compétition à l'issue de ce « Tour 3 ». Très jolie performance du R. FC Perwez (P1) qui, dans un duel brabançon, va s'imposer au K. VK Tienen (N1), soit trois divisions d'écart.

| Tour | N°  | Équipe 1                                  | Équipe 2                               | Score 90 min | T au B |
| ---- | --- | ----------------------------------------- | -------------------------------------- | ------------ | ------ |
| T3   | 195 | K. SC Dikkelvenne (D2)                    | R. FC Herstal (D3)                     | 3-1          |        |
| T3   | 196 | R. CS Onhaye (D3)                         | K. VK Beringen (D3)                    | 1-1          | 6-5    |
| T3   | 197 | K. FC Dessel Sport (N1)                   | K.SC Wielsbeke ( D3)                   | 7-1          |        |
| T3   | 198 | CS Pays Vert Ostiches-Ath (D3)            | R. Entente Acren Lessines (D2)         | 2-0          |        |
| T3   | 199 | K. FC Zwarte Leeuw (D3)                   | K. Lyra-Lierse (D2)                    | 0-2          |        |
| T3   | 200 | R. US Rebecquoise (D2)                    | R. FC Meux (D2)                        | 1-2          |        |
| T3   | 201 | FCVerbroedering Dender EH ( II)           | R. FC Wetteren (D2)                    | 4-0          |        |
| T3   | 202 | K. SK Heist (N1)                          | K. Achel VV (Lim-1)                    | 3-0          |        |
| T3   | 203 | K. VK Tienen (N1)                         | R. FC Perwez ( BtW-1)                  | 0-1          |        |
| T3   | 204 | R. US Binche ( D2)                        | K. Olympia SC Wijgmaal ( D3)           | 3-0          |        |
| T3   | 205 | K. VK Westhoek (D2)                       | R. SC Habay-la-Neuve (D3)              | 3-2          |        |
| T3   | 206 | K. SC Eendracht Alost (D2)                | K. FC Mandel United I-I (N1)           | 8-0          |        |
| T3   | 207 | R. Stade Waremmien FC (D2)                | R. FC Ganshoren (D2)                   | 0-2          |        |
| T3   | 208 | RC Hadès Hasselt (D2)                     | K. VC St-Eloois-Winkel Sport (N1)      | 0-2          |        |
| T3   | 209 | Fenixx Beigem Humbeek (VBt-1)             | K. FC Sparta Petegem (D2)              | 0-2          |        |
| T3   | 210 | R. Excelsior Virton (II)                  | R. Arquet FC ( Nam-1)                  | 9-1          |        |
| T3   | 211 | K. Bocholter VV (D2)                      | CS Entité Manageoise (D3)              | 2-1          |        |
| T3   | 212 | K. VV Zelzate (D2)                        | (K.) OLSA Brakel (D2)                  | 3-4          |        |
| T3   | 213 | FC Gullegem (D2)                          | K. Witgoor Sport Dessel (D3)           | 1-0          |        |
| T3   | 214 | R. CS Verlaine (D2)                       | R. FC de Liège (N1)                    | 0-3          |        |
| T3   | 215 | Avanti Stekene (D3)                       | VK Linden (VBt-1)                      | 1-3          |        |
| T3   | 216 | R. Knokke FC (N1)                         | AS Verbroedering Geel ( D3)            | 3-1          |        |
| T3   | 217 | R. JS Fizoise (Liè-1)                     | SK Roeselare-Daisel ( D3)              | 3-2          |        |
| T3   | 218 | K. Londerzeel SK (D2)                     | RAAL La Louvière ( N1)                 | 2-4          |        |
| T3   | 219 | R. Francs Borains (N1)                    | K. FC Merelbeke (D2)                   | 2-0          |        |
| T3   | 220 | K. VC Deerlijk Sport ( WVl-1)             | Tempo Overijse M-T (D3)                | 0-2          |        |
| T3   | 221 | R. FC 1912 Raeren-Eynatten (D3)           | Ren. Union Tubize Braine-le-Comte (D2) | 0-4          |        |
| T3   | 222 | R. FCB Sprimont (D3)                      | K. VV THES Sport Tessenderlo (N1)      | 1-3          |        |
| T3   | 223 | K. Erpe-Mere United (D2)                  | K. VC Lille United A ( D2)             | 1-1          | 5-6    |
| T3   | 224 | K. VV Weerstand Koersel ( Anv-1)          | K. SV Belisia Bilzen (D2)              | 1-1          | 4-3    |
| T3   | 225 | URSL Visé (N1)                            | K. RC Harelbeke (D2)                   | 2-2          | 6-5    |
| T3   | 226 | K. FC Ranst (Anv-1)                       | K. VC Houtvenne ( D3)                  | 0-3          |        |
| T3   | 227 | K.SC Lokeren-Temse (D2)                   | Renaissance AEC Mons « A » (D3)        | 3-0          |        |
| T3   | 228 | R. RC Trois-Ponts ( Liè-2)                | R. SCUP Dieleghem Jette (D2)           | 1-6          |        |
| T3   | 229 | R. Gosselies Sports (D3)                  | K. FC Wezel Sport ( D3)                | 1-2          |        |
| T3   | 230 | AC Hombourg ( Liè-2)                      | K. VC Jong Lede (D3)                   | 0-1          |        |
| T3   | 231 | K. RC Mechelen ( D2)                      | KV Eendracht Drongen ( D3)             | 6-2          |        |
| T3   | 232 | K. SV Oudenaarde (D2)                     | SK Berlare (OVl-1)                     | 2-0          |        |
| T3   | 233 | K. SC City Pirates Antwerpen (D2)         | R. Olympic Club de Charleroi (N1)      | 1-0          |        |
| T3   | 234 | K. Berchem Sport (D2)                     | K. Patro Eisden Maasmechelen (N1)      | 1-7          |        |
| T3   | 235 | FC Sheldezonen Mariekerke-Branst ( Anv-1) | K. VK Wellen (D3)                      | 1-7          |        |
| T3   | 236 | R. US Biesme (Nam-1                       | K. FC Vigor Wuitens Hamme(D3)          | 0-2          |        |
| T3   | 237 | UR Namur ( D2)                            | K. SK Tongeren (D2)                    | 1-1          | 3-0    |
| T3   | 238 | K. VK Ninove N1                           | R. Ent. Sp. Couvin-Mariembourg ( D3)   | 3-1          |        |
| T3   | 239 | K. FC St-Lenaarts (D3)                    | R. Cappellen FC (D2)                   | 2-2          | 0-3    |
| T3   | 240 | K. Sporting Hasselt (D2)                  | Union Bossière-Gembloux (Nam-2)        | 7-0          |        |
| T3   | 241 | K. Diegem Sport (D2)                      | K. Rupel Boom FC (N1)                  | 0-4          |        |
| T3   | 242 | R. RC Mormont (D3)                        | Hoogstraten VV ( N1)                   | 0-1          |        |

Pour un article plus général, voir Coupe de Belgique de football 2022-2023.

## Quatrième tour
Ces 24 rencontres sont jouées le dimanche 21 août 2022, avec quelques matchs avancés au samedi 20.
- 48 équipes sont qualifiés du « Troisième tour ».

### Légende
|  | Clubs qualifiés pour le 5e tour |

### Répartition par divisions
- En termes hiérarchiques, le plus petit niveau encore représenté est le 6e, la 1re Provinciale avec quatre représentants.

| Provinces                       | Total | II | N1 | D2 | D3 | P1 |
| ------------------------------- | ----- | -- | -- | -- | -- | -- |
| Province d'Anvers               | 12    | -  | 4  | 5  | 2  | 1  |
| Province du Brabant flamand     | 2     | -  | -  | -  | 1  | 1  |
| Province du Brabant wallon      | 2     | -  | -  | 1  | -  | 1  |
| Bruxelles ACFF                  | 2     | -  | -  | 2  | -  | -  |
| Province de Flandre-Occidentale | 4     | -  | 2  | 2  | -  | -  |
| Province de Flandre-Orientale   | 10    | 1  | 1  | 5  | 3  | -  |
| Province de Hainaut             | 4     | -  | 2  | 1  | 1  | -  |
| Province de Liège               | 3     | -  | 2  | -  | -  | 1  |
| Province de Limbourg            | 5     | -  | 2  | 2  | 1  | -  |
| Province de Luxembourg          | 1     | 1  | -  | -  | -  | -  |
| Province de Namur               | 3     | -  | -  | 2  | 1  | -  |
| TOTAUX                          | 48    | 2  | 13 | 20 | 9  | 4  |

### Résultats
| Tour | N°  | Équipe 1                               | Équipe 2                       | Score 90 min | Score 120 min | T au B |
| ---- | --- | -------------------------------------- | ------------------------------ | ------------ | ------------- | ------ |
| T4   | 243 | VK Linden (VBt-1)                      | R. Cappellen FC (D2)           | 2-3          |               |        |
| T4   | 244 | K. VK Ninove N1                        | K. Bocholter VV (D2)           | 1-2          |               |        |
| T4   | 245 | K. VV THES Sport Tessenderlo (N1)      | CS Pays Vert Ostiches-Ath (D3) | 2-1          |               |        |
| T4   | 246 | K. SV Oudenaarde (D2)                  | K. FC Vigor Wuitens Hamme(D3)  | 3-0          |               |        |
| T4   | 247 | R. Knokke FC (N1)                      | K. VC Houtvenne ( D3)          | 0-0          | 0-0           | 4-3    |
| T4   | 248 | K. VK Wellen(D3)                       | K.SC Lokeren-Temse (D2)        | 2-3          |               |        |
| T4   | 249 | FC Veerbroedering Dender EH ( II)      | R. SCUP Dieleghem Jette (D2)   | 2-1          |               |        |
| T4   | 250 | K. VK Westhoek (D2)                    | K. VC Jong Lede (D3)           | 1-1          | 1-1           | 4-2    |
| T4   | 251 | R. FC de Liège (N1)                    | Tempo Overijse M-T (D3)        | 1-2          |               |        |
| T4   | 252 | K. Sporting Hasselt (D2)               | FC Gullegem (D2)               | 0-0          | 2-0           |        |
| T4   | 253 | K. FC Sparta Petegem (D2)              | K. RC Mechelen ( D2)           | 2-2          | 2-4           |        |
| T4   | 254 | K. SC City Pirates Antwerpen (D2)      | K. SC Dikkelvenne (D2)         | 1-2          |               |        |
| T4   | 255 | K. VC Lille United ( D2)               | K. SK Heist (N1)               | 2-3          |               |        |
| T4   | 256 | R. FC Meux (D2)                        | R. FC Perwez ( BtW-1)          | 1-1          | 1-1           | 3-1    |
| T4   | 257 | K. Patro Eisden Maasmechelen (N1)      | R. FC Ganshoren (D2)           | 2-2          | 3-2           |        |
| T4   | 258 | Ren. Union Tubize Braine-le-Comte (D2) | Hoogstraten VV ( N1)           | 1-3          |               |        |
| T4   | 259 | K. VV Weerstand Koersel ( Anv-1)       | K. Rupel Boom FC (N1)          | 1-5          |               |        |
| T4   | 260 | UR Namur ( D2)                         | R. Excelsior Virton (II)       | 1-2          |               |        |
| T4   | 261 | R. Francs Borains (N1)                 | (K.) OLSA Brakel (D2)          | 3-2          |               |        |
| T4   | 262 | R. JS Fizoise (Liè-1)                  | K. FC Dessel Sport (N1)        | 0-2          |               |        |
| T4   | 263 | URSL Visé (N1)                         | R. US Binche ( D2)             | 1-1          | 3-1           |        |
| T4   | 264 | K. VC St-Eloois-Winkel Sport (N1)      | R. CS Onhaye (D3)              | 2-1          |               |        |
| T4   | 265 | RAAL La Louvière ( N1)                 | K. Lyra-Lierse (D2)            | 2-1          |               |        |
| T4   | 266 | K. SC Eendracht Alost (D2)             | K. FC Wezel Sport ( D3)        | 2-1          |               |        |

Pour un article plus général, voir Coupe de Belgique de football 2022-2023.

## Cinquième tour
Au fil du temps, ce dernier tour préliminaire a reçu, de la part de certains médias, le nom de Trente-deuxièmes de finale, bien qu'il n'y ait que 16 rencontres jouées. Lors de cette édition, ces parties sont ventilées du week-end des samedi 27 et le dimanche 28 août 2022 jusqu'au le 6, 21, 24 et même 25 septembre 2022.  Le tirage au sort des Seizièmes de finale est prévu le ..
- 32 équipes, soit 2 clubs de Division 1A (Jupiler Pro League), les 6 clubs de Division 1B (Challenger Pro League) non encore engagés et les 24 qualifiés du « Quatrième tour ».
  - Les deux engagés de « Jupiler League » sont l'avant-dernier classé de la saison précédente (Seraing) et le promu/champion de « D1B » (Westerlo).

### Légende
|  | Clubs qualifiés pour les 16e de finale |

### Répartition par divisions
- En termes hiérarchiques, le plus petit niveau encore représenté est le 5e, à savoir la Division 3 avec un seul club. Tous les formationss provinciales ont été éliminées.

| Provinces                       | Total | I | II | N1 | D2 | D3 |
| ------------------------------- | ----- | - | -- | -- | -- | -- |
| Province d'Anvers               | 9     | 1 | 2  | 4  | 2  | 0  |
| Province du Brabant flamand     | 1     | - | -  | 0  | 0  | 1  |
| Province du Brabant wallon      | 0     | - | -  | 0  | 0  | 0  |
| Bruxelles ACFF                  | 1     | - | 1  | 0  | 0  | 0  |
| Province de Flandre-Occidentale | X     | - | -  | 2  | 1  | 0  |
| Province de Flandre-Orientale   | 7     | - | 3  | 0  | 4  | 0  |
| Province de Hainaut             | 2     | - | -  | 2  | 0  | 0  |
| Province de Liège               | 2     | 1 | 0  | 1  | 0  | 0  |
| Province de Limbourg            | 5     | - | 1  | 2  | 2  | 0  |
| Province de Luxembourg          | 1     | - | 1  | 0  | 0  | 0  |
| Province de Namur               | 1     | - | -  | 0  | 1  | 0  |
| TOTAUX                          | 32    | 2 | 8  | 11 | 10 | 1  |

### Résultats
- L'ordre du tirage au sort a été inversé pour les rencontres no 271 et no 282.
  - Performance de Dessel Sport (N1) qui élimine Virton qui évolue un étage plus haut.
  - Belle résistance de l'Eendracht Alost (4e niveau) qui ne cède que pendant la prolongation contre une équipe de formation de Jupiler League.

| Tour | N°  | Date              | Équipe 1                          | Équipe 2                 | Score 90 min | Score 120 min | T au B |
| ---- | --- | ----------------- | --------------------------------- | ------------------------ | ------------ | ------------- | ------ |
| T5   | 270 | 27 août 2022      | K. VV THES Sport Tessenderlo (N1) | Hoogstraten VV ( N1)     | 3-1          |               |        |
| T5   | 272 | 28 août 2022      | R. Francs Borains (N1)            | K. Rupel Boom FC (N1)    | 3-1          |               |        |
| T5   | 273 | 28 août 2022      | R. Cappellen FC (D2)              | K. SK Heist (N1)         | 2-1          |               |        |
| T5   | 274 | 28 août 2022      | K. Patro Eisden Maasmechelen (N1) | K. VK Westhoek (D2)      | 3-0          |               |        |
| T5   | 277 | 28 août 2022      | R. FC Meux (D2)                   | K. Sporting Hasselt (D2) | 4-1          |               |        |
| T5   | 278 | 28 août 2022      | K.SC Lokeren-Temse (D2)           | Tempo Overijse M-T (D3)  | 1-0          |               |        |
| T5   | 280 | 6 septembre 2022  | K. VC St-Eloois-Winkel Sport (N1) | R. FC Seraing (I)        | 0-2          |               |        |
| T5   | 276 | 21 septembre 2022 | K. Bocholter VV (D2)              | KM SK Deinze (II)        | 1-2          |               |        |
| T5   | 269 | 23 septembre 2022 | K. FC Dessel Sport (N1)           | R. Excelsior Virton (II) | 1-1          | 2-1           |        |
| T5   | 267 | 24 septembre 2022 | K. Lierse Kempenzonen (II)        | K. RC Mechelen ( D2)     | 5-1          |               |        |
| T5   | 271 | 24 septembre 2022 | RWD Molenbeek (II)                | K. SV Oudenaarde (D2)    | 3-0          |               |        |
| T5   | 268 | 24 septembre 2022 | FC Verbroering Dender EH ( II)    | K. SC Dikkelvenne (D2)   | 2-0          |               |        |
| T5   | 282 | 24 septembre 2022 | K. Lommel SK (II)                 | RAAL La Louvière ( N1)   | 2-0          |               |        |
| T5   | 275 | 25 septembre 2022 | K. SC Eendracht Alost (D2)        | K. VC Westerlo ( I)      | 1-1          | 1-3           |        |
| T5   | 279 | 25 septembre 2022 | R. Knokke FC (N1)                 | K. Beerschot VA ( II)    | 0-4          |               |        |
| T5   | 281 | 25 septembre 2022 | URSL Visé (N1)                    | K. SK Beveren (II)       | 0-2          |               |        |

Pour un article plus général, voir Coupe de Belgique de football 2022-2023.

## Rescapés par tour selon les divisions
| Division           | avant -tour | Tour 1 | Tour 2 | Tour 3 | Tour 4 | Tour 5 |
| ------------------ | ----------- | ------ | ------ | ------ | ------ | ------ |
| Division 1A        | -           | -      | -      | -      | -      | 2      |
| Division 1B        | -           | -      | -      | 2      | 2      | 8      |
| Division 1 Amateur | -           | -      | -      | 16     | 13     | 11     |
| Division 2 Amateur | -           | -      | 48     | 37     | 20     | 10     |
| Division 3 Amateur | -           | 64     | 54     | 26     | 9      | 1      |
| Provinciale 1      | 6           | 80     | 39     | 12     | 4      | 0      |
| Provinciale 2      | 7           | 47     | 13     | 3      | 0      | -      |
| Provinciale 3      | 3           | 19     | 1      | 0      | -      | -      |
| Provinciale 4      | -           | 6      | 1      | 0      | -      | -      |

Pour un article plus général, voir Coupe de Belgique de football 2020-2021.